# Tony Dunne
Anthony ("Tony") Peter Dunne (Dublin, 24 juli 1941 - 8 juni 2020) was een Iers profvoetballer die voornamelijk als linksback speelde. Hij kwam 33 keer uit voor het Iers voetbalelftal, waar hij tussen 1962-1975 actief in was. In 1969 werd hij verkozen tot Iers voetballer van het jaar.

## Carrière
Dunne speelde als een pupil voor de bekende Nursery Stella Maris Football Club voordat hij in 1958 naar Shelbourne vertrok. Nadat hij Shelbourne in 1959 aan de (jeugd) FAI Cup had geholpen, won hij het daaropvolgende jaar de FAI Cup met de club. In de finale werd Cork Hibernians verslagen met 2-0.
Een week na de finale werd hij voor het bedrag van £5000 overgenomen door Manchester United. Hij maakte zijn debuut op 15 oktober 1960 tegen Burnley. Gedurende zijn loopbaan bij de club speelde hij 535 wedstrijden en wist daarin 2 keer te scoren. Hiermee staat hij momenteel op de zevende plaats op de lijst van spelers met de meeste wedstrijden voor Manchester United.
Hij bleef bij Manchester United tot de start van het seizoen 1973/1974 om vervolgens een contract te tekenen bij Bolton Wanderers. In 1978 hielp hij de ploeg met het winnen van de Football League Second Division.
In 1979 verkaste hij naar de Verenigde Staten om voor het inmiddels opgeheven Detroit Express te gaan spelen in de NASL.
Nadat hij in 1979 met pensioen ging, keerde hij datzelfde jaar terug bij de Bolton Wanderers als assistent trainer. In 1981 trad hij uit zijn functie. Vervolgens volgde hij in 1982 Bill Foulkes op als trainer bij het Noorse Steinkjer FK, waar hij in 1983 alweer vertrok.
Hij maakte zijn debuut voor Ierland in de 2-3 thuisnederlaag tegen Oostenrijk op 8 april 1962. In 13 jaar tijd kwam hij tot 33 interlands en droeg hij 4 keer de aanvoerdersband.
Hij overleed op 78-jarige leeftijd.

## Erelijst
Shelbourne
- FAI Cup

1960
 Manchester United
- Europa Cup I

1968
- Football League First Division

1965, 1967
- FA Cup

1963
 Bolton Wanderers
- Football League Second Division

1978